# فرديناندو الثاني ملك نابولي
فرديناندو الثاني (26 أغسطس 1469 - 7 سبتمبر 1496)، ملك نابولي في الفترة بين عامي 1495 و1496. وهو حفيد فرديناندو الأول، وابن ألفونسو الثاني.
وجد ألفونسو أن توليه للعرش مزعزع بسبب اقتراب غزو شارل الثامن ملك فرنسا وللاستياء العام من الرعية، فتنازل عنه لعمه في يناير 1495.